# Ctenus sarawakensis
Ctenus sarawakensis là một loài nhện trong họ Ctenidae.
Loài này thuộc chi Ctenus. Ctenus sarawakensis được Frederick Octavius Pickard-Cambridge miêu tả năm 1897.